# Scythe-Slobidka
Scythe-Slobidka  (ucraniano: Коси-Слобідка) es una localidad del raión de Kotovsk en el óblast de Odesa de Ucrania. Según el censo de 2001, tiene una población de 140 habitantes.